# 神田正輝
神田 正輝（かんだ まさき、1950年〈昭和25年〉12月21日 ‐ ）は、日本の俳優、タレント、司会者。本名は同じ。
東京都港区出身で、日本大学芸術学部映画学科を卒業する。石原プロモーション元取締役で、1973年のデビューから2021年の石原プロ解散まで石原プロに所属し、現在は芸能事務所に所属せずフリーとして活動している。
身長178cm。体重70kg。血液型はA型。母は女優の旭輝子。元妻は歌手の松田聖子。長女は歌手・女優の神田沙也加。

## 略歴
生まれる前年3月に結婚した石油販売会社社長の息子で後継者の神田正次と、女優の旭輝子との長男として生まれる。名前の由来は両親から一字ずつとった。なお、父の前妻との間に二人の異母姉がいる。
しかし父が旭の実印を使い自宅に差し押さえの紙がくるほどの借金を作ったことを機に別れた。
1957年、港区立赤坂小学校に入学。2年後、新宿区立四谷第四小学校に転校し、1966年に新宿区立四谷第一中学校卒業後、日本大学日吉高校を卒業し、推薦で日本大学芸術学部映画学科に入学し卒業。
中学時代は、陸上部・水泳部・バスケットボール部・天体観測部を掛け持ち、スキーとスクーバダイビングも経験。将来はペンションか海の家の経営を夢見た。
大学時代にスキーの腕前を生かし、大学二年時からはスキー板開発テスターのアルバイトで、各国のスキー場や氷河を滑り、高給だが危険性も高くやがてスキーを嫌いになる、卒業後の時点では月給は50万円だった。
1973年にレストランで石原裕次郎から声を掛けられて意気投合し、翌週に石原の案内で日活を見学して「ひやかしでドラマ1本にでてみないか?」と誘われ、端役でドラマに出演して石原プロモーションに入社した、当時の給料は2ヵ月で7万円。
なお母によれば、一回という約束だったのにドラマが1クール13回あったため、「だまされた」と言っていたという。
1976年に日本テレビ系列「大都会 闘いの日々」で新聞記者の九条浩次役を務め、長野の方言で苦労した。第2シリーズ「大都会 PARTII」も刑事役で第14話よりレギュラー出演し、松田優作らと共に激しいアクションシーンも披露する。
石原に頼まれて神田を引き受けた岡田晋吉がプロデュースした「青春ド真中」、「ゆうひが丘の総理大臣」、「俺たちは天使だ!」で、「気弱な美男子」を演じた。
1980年に日本テレビ系列「太陽にほえろ!」の415話から、第1話から小野寺昭が演じた島公之（通称・殿下）刑事の後任で、医学部中退の西條昭（通称・ドック）刑事役で出演し、以後1986年の最終話まで出演する。「太陽にほえろ!」は神田の登場に合わせ、1970年代の生真面目な作りから1980年代の漫才ブームが起こり喜劇が求められる時代にマッチした笑いを重視した作りに番組カラーを転換した。神田は「太陽にほえろ!」の寿命を大きく伸ばすことに貢献し、14年続いた番組の後半を支えた。
1985年に 映画『カリブ・愛のシンフォニー』で共演した松田聖子と結婚。当時既に人気俳優だった神田とトップアイドルだった聖子の華やかな結婚は、「世紀の結婚」をもじった「聖輝の結婚」と呼ばれた。1986年に長女の神田沙也加をもうける。
1995年にNHK『とおりゃんせ〜深川人情澪通り』で時代劇初主演。ヒロイン（妻役）は池上季実子。神田にとって「好きな作品・思い出の作品」であるという。
1997年1月に結婚生活12年で聖子と離婚する。
1997年4月に朝日放送の生放送番組『朝だ!生です旅サラダ』の2代目総合司会となる。
長野オリンピックの前年1997年から、毎年3月に自身の名を冠したスキーコンペ「神田正輝カップ」を長野県志賀高原で開催している。参加者100人前後の大会で、神田はオーガナイザーを担当しているだけでなく、技術代表としてコースの点検・確認のため実際に自ら滑走している。
2004年に、1995年にNHKで放送された『とおりゃんせ〜深川人情澪通り』を、自らの提案で舞台化して主演する。神田にとっての初舞台で、ヒロイン（妻役）は今回も池上季実子。
2021年12月18日に、娘の沙也加が舞台『マイ・フェア・レディ』に出演するために滞在していた北海道札幌市中央区にて35歳で死去。12月21日には札幌市内の斎場に赴き、一連の式の後、沙也加の母で元妻の聖子と並んで短い会見を行っている。12月25日は通常通り『旅サラダ』に生出演。番組のオープニングで「僕はいつもみんなを守る立場だけど今日は守られてる雰囲気がするな。ありがとうございます。僕は元気ですよ。」とコメントした。
2023年、1994年から出演して当たり役の一つとなっていた山村美紗原作のサスペンスドラマシリーズ『赤い霊柩車』が3月19日の放送でファイナルを迎えた。同年11月18日、体のメンテナンスをするため、として『朝だ!生です旅サラダ』を欠席。以後も出演しない状態が続いたが、2024年1月27日、約2か月ぶりに復帰し、同年9月28日の放送をもって番組を卒業した。

## 石原プロモーション
同じ取締役でもあった舘ひろしは渡哲也を慕って入社し、神田は石原裕次郎を慕い、かつては神田が石原メインの『太陽にほえろ!』に、舘が渡メインの『西部警察』に出演する時期が長く続いた。両者は『ゴリラ・警視庁捜査第8班』などの共演を経て、舘が石原の後任の“ボス”として『太陽にほえろ!』のリメイク版である『七曲署捜査一係』に、神田も『西部警察 SPECIAL』に敵役で出演し、2001年にテレビ東京系列で「舘&神田ゴルフ苦楽部」が放送された。
2011年3月28日に石原プロ取締役を辞任して所属俳優となる。
事務所に神田穣が在籍したが血縁関係はない。

## 逸話
スキー滑走に優れ、神田のスキー術を披露するために作った『太陽にほえろ!』の第449話「ドック刑事 雪山に舞う」および第450話「ドック刑事 雪山に斗う」のロケでは、スキーを滑るシーンも全てスタント抜きの本人演技でこなした。水上スキーではスーツ（背広）のままこなし、洋服を全然濡らさなかった。
スキーの他にもアクアラング・ゴルフ・テニスを特技としていることからわかるように、スポーツが好きで運動神経も高い。また、健康のためになるべくエレベーターを使わないで階段を使い、つま先歩きをして体を鍛えている。
ダジャレ好きで、「太陽にほえろ!」でドック刑事を演じた際も、劇中でしばしばアドリブのダジャレを披露していた。その後も自身の出演番組でダジャレを披露することが多い。
デビュー間もない頃、台本は暗記してこい、という意味で石原裕次郎に「台本なんか捨ててしまえ。」と言われたが、額面通り受け取り、ろくに読みもせずに捨ててしまった。そして、セリフを発することができなかったため、共演の宍戸錠にあきれられたという。
銃に対する知識が深く、ドック刑事役で、背中に銃を横向きに装着して手を背中に回して握り抜き前方から視認し難い『バックサイドホルスター』を新たに作り、ガンマニアらに『ドック・ホルスター』と親しまれた。ドック役でS&W M59を愛用したが、犯人の44マグナム弾に対抗してコルト・ゴールドカップナショナルマッチを使い銃による反動の違いも表現するなど、マニアに好評を得て月刊誌Gunにも掲載された。
『朝だ!生です旅サラダ』は1回80万円の出演料で320万円の月収を得るも加齢で台詞覚えに難が生じ、石原プロ解散後は俳優業はほぼセミリタイアの状態にある、と喧伝報じられる。
母の弟にあたる日劇ダンシングチームの研究生で、後にダンシングチームの一員となる杉嘉純(よしずみ)(1955年4月「春のおどり」でデビュー)とはかつて母方の祖母と両親と女中二人とともに同居していたが、現在は神田と連絡が取れないという。
幼稚園に通う前までは、毎日のように祖母に抱かれて、自宅とコの字状に家が立っている市川猿之助の車を見送っていた、そのためわざわざ土産を買ってくるほど可愛がっていた猿之助が見送りに来ないときは心配して「坊やはどうかしたんですか」と女中に聞いたという。

## 出演

### テレビドラマ
NHK
- 連続テレビ小説 / 凛凛と（1990年、総合） - 佐伯昌之
- 六畳一間一家六人（1992年、総合）
- 金曜時代劇 / とおりゃんせ〜深川人情澪通り（1995年 - 1996年、総合） - 主演・笑兵衛

神田自身がこの作品を大変に気に入り、自ら2004年の舞台公演にこぎつけた。
- 土曜ドラマ / 官僚たちの夏（1996年、総合） - 庭野
- NHK正月時代劇 / 風光る剣 -八嶽党秘聞-（1997年、総合） - 松平上総介定信
- NHKドラマ館 / 時を播く人（1999年、総合） - 主演
- 大岡越前3 第3話（2016年、BSP） - 田丸屋善右衛門
- クロスロード（2016年2月 - 2018年12月、BSP） - 主演・板垣公平[24][25]

日本テレビ系
- 大都会シリーズ
  - 大都会 闘いの日々（1976年、石原プロ） - 九条浩次
  - 大都会 PARTII 第14話「切れたザイル」 - 第52話「追跡180キロ」（1977年 - 1978年、石原プロ） - 神総太郎
- いろはの"い"（1976年 - 1977年、東宝） - 奥田次郎
- 青春ド真中!（1978年、ユニオン映画） - 小森昭治
- ゆうひが丘の総理大臣（1978年1 - 1979年1、ユニオン映画） - 多野木念
- 俺たちは天使だ!（1979年、東宝） - 芹沢準
- ちょっとマイウェイ（1979年 - 1980年） - 大石満
- 太陽にほえろ!（東宝） - 西條昭
  - 第415話「ドクター刑事登場!」 - 第718話「そして又、ボスと共に」（1980年 - 1986年）
  - 太陽にほえろ! PART2（1986年 - 1987年）
- 女かじき特急便（1982年）
- 闇を斬る!大江戸犯科帳 第10話「江戸城御金蔵を狙え」（1993年、ユニオン映画） - 片岡儀右衛門
- 恋はハイホー!（1987年） - 望月修
- 火曜サスペンス劇場
  - シンデレラの仮面（1988年） - 主演・森川隆
  - 殺意に抱かれて（1992年）
  - 湖畔の館殺人事件（1993年）
  - 小京都ミステリー27「奥州三代嫁姑殺人事件」（2000年、大映テレビ） - 桜木一郎
  - 女の橋（2001年） - 木原修司
  - 出戻り弁護士 夫の突然の無理心中焼死事件（2002年） - 松田孝作
- 木曜ゴールデンドラマ（よみうりテレビ）
  - 罪なき者の罪（1989年） - 工藤浩二
  - スクープの女（1992年）
- 24時間テレビドラマスペシャル / 夜が明けるまでに 恵子の選択（1991年）
- ドラマシティー'92 / 俺のベイビー!（1992年、よみうりテレビ）
- 嘘でもいいから（1993年） - 秋永真一
- 禁断の果実（1994年） - 桑原豊和
- STATION（1995年）
- ストーカー 逃げきれぬ愛（1997年） - 田所雅彦

TBS系
- 薔薇海峡（1978年 - 1979年） - 永井正之
- 金曜ドラマ
  - くれない族の反乱（1984年） - 広瀬耕平
  - 女ともだち（1986年） - 木川田太郎
  - 愛とは決して後悔しないこと（1996年） - 坂本忠雄
- 月曜ドラマスペシャル→月曜ミステリー劇場→月曜ゴールデン
  - ヒデとロザンナ物語 愛の奇跡（1991年） - 主演・出門英
  - 遠くまで行くんだ（1991年） - 映子の夫
  - 城ケ島殺人旅情（1992年） - 主演
  - 美人秘書の秘密2（1993年） - 三好浩行
  - 早乙女千春の添乗報告書3「草津湯けむりツアー殺人事件」（1996年） - 早瀬悟
  - 和服デザイナー探偵シリーズ（1997年 - 1998年） - 立石洋一
  - 夏樹静子サスペンス 秘めた絆」（1998年）
  - 山村美紗サスペンス 胡蝶蘭殺人事件」（1998年）
  - 探偵 左文字進「封印された殺人」（1999年） - 上野知也
  - ホステス探偵危機一髪 - 藤沢裕司
    - 第1作 - 第3作（1999年 - 2001年）
    - 第5作（2003年）
    - 第6作（2004年）

  - 世紀末!男コンパニオン物語（1999年）
  - 西村京太郎サスペンス 十津川警部シリーズ26「特急おおぞら殺人事件」（2002年） - 結城誠
  - 冠婚葬祭探偵（2007年） - 飛田博人
- 東芝日曜劇場 / センチメンタル無宿（1992年、CBC） - 主演・笠井悟
- ひと夏のラブレター（1995年） - 北村浩一
- 渡る世間は鬼ばかり第5シリーズ、第6シリーズ（2000年、2002年）
- DoCoMoドラマスペシャル / ある愛の詩（2006年） - 柏木泰三 役
- JNN50周年記念「父よ、あなたはえらかった〜1969年のオヤジと僕」（2009年）
- ハンチョウ〜神南署安積班〜 シリーズ2 第2話（2010年） - 小田島誠
- 水戸黄門 最終回スペシャル（2011年） - 瀬川又蔵
- 新春歴史スペシャル / 知られざる幕末の志士 山田顕義物語（2012年、毎日放送） - 山田顕行
- 橋田壽賀子ドラマスペシャル 「妻が夫をおくるとき」（2012年） - 大原医師
- 日曜劇場 / 下町ロケット（2018年） - 的場俊一[26]

フジテレビ系
- 大捜査線 第1話「撃て加納明」 - 第26話「あゝ沢木刑事！青春の赤い墓標」（1980年、ユニオン映画） - 沢木俊一
- アナウンサーぷっつん物語（1987年、共同テレビ） - 新城卓也

「月9」枠ドラマの第1作で、いわゆる「業界モノ」ドラマの第1作でもある。
- ナショナル木曜劇場 / 家と女房と男の名誉（1988年） - 大村恭介
- 新春時代劇スペシャル / 御存知!鞍馬天狗（1989年）
- 男と女のミステリー→金曜ドラマシアター→金曜エンタテイメント→金曜プレステージ
  - 望郷 中国服(チャイナドレス)の女（1989年） - 準主演
  - 京都結婚指輪殺人事件（1990年） - 主演・朝吹和彦
  - 冬の花 悠子（1990年） - 植草圭之助
  - 松本清張作家活動40周年記念企画・波の塔（1991年） - 小野木喬夫
  - 昭和16年の敗戦（1991年） - 秋島昇平
  - 人間の証明（1993年） - 新見隆
  - 刑事 北の街函館を舞台に男と男の執念が燃える!（1993年）
  - 山村美紗サスペンス 京都紫野殺人事件（1994年） - 狩矢警部
  - 山村美紗サスペンス 赤い霊柩車シリーズ（1994年 - 2023年、大映テレビ） - 準主演・黒沢春彦 役[27]
  - 世にも奇妙なミステリー2 第2作「それは経費で落とそう」（1995年） - 主演
  - 松本清張スペシャル・火と汐（1996年） - 芝村健介
  - 昼下がり 社宅奥様捜査隊（2001年） - 星田章光
  - 白衣の天使は見た!!〜外科病棟殺人カルテ〜（2008年） - 神山涼介
- 昭和16年の敗戦（1991年）
- 大人は判ってくれない 第8回「ダブル・イーグル」（1992年、共同テレビ）
- パイナップルの彼方へ（1992年）
- わがままな女たち（1992年） - 吉岡誠一郎
- 鬼平犯科帳 第4シリーズ 第2話「うんぷてんぷ」（1992年） - 池田又四郎
- 花王ファミリースペシャル / エベレストママさん（1993年6月27日・7月4日、関西テレビ） - 田部井政伸
- If もしも 第12話「緊急事態! 飛行機で行くか? 新幹線期で行くか?」（1993年、共同テレビ / 日活） - 主演
- サスペンス・魔 / レンタル家族殺人事件（1993年、関西テレビ）
- ゆずれない夜（1996年、関西テレビ） - 上島旬平

テレビ朝日系
- 風呂上がりの夜空に（1987年）
- ゴリラ・警視庁捜査第8班（1989年 - 1990年、石原プロ） - 風間有悟
- 風に恋して（1989年）
- 大激闘!!四匹の用心棒2・3（1990年、1991年）
  - 大逆襲! 四匹の用心棒 （1991年、東映） - 小杉丈之進 ※友情出演
- 代表取締役刑事 第45話「さよならをもう一度」（1991年、石原プロ）
- 素浪人無頓旅（1991年）
- 火曜ミステリー劇場 / 瀬戸の多島海殺人事件（1991年、朝日放送）
- 生命燃ゆ（1992年） - 山野進
- 土曜ワイド劇場
  - 北の椿は死を歌う（1989年） - 主演・村上
  - 信長ふしぎ連続殺人（1992年） - 主演・北川浩一
  - 花吹雪女スリ三姉妹2「みちのく絵図の秘密」（1995年）
  - 京都妖怪地図7「京都セクシー妖怪殺人案内」（1997年） - 八代宗介
  - 松本清張スペシャル・黒い樹海（1997年） - 西脇満太郎
  - 無人霊柩車（1998年） - 主演・松田和夫
  - ママさん記者明衣子の事件（1999年） - 笹目丈
  - 想い出かくれんぼ（2000年）
  - ラーメン刑事「龍」の殺人推理（2000年 - 2005年、大映テレビ / 朝日放送） - 主演・龍鉄平
  - 加賀百万石嫁とり殺人（2003年） - 小田桐透
  - 仮釈放の女（2005年） - 久宝輝佳
  - デパート仕掛け人!天王寺珠美の殺人推理8（2015年、朝日放送） - 芦田俊一
- はみだし刑事情熱系 PART5 2000年末スペシャル（2000年）
- 日曜洋画劇場特別企画 / 西部警察 SPECIAL（2004年、石原プロ） - スズキ マコト
- テレビ朝日開局45周年記念スペシャルドラマ / 弟（2004年、石原プロ） - 藤本真澄
- 祇園囃子（2005年、石原プロ） - 友田勇夫
- はぐれ刑事純情派 ファイナル 第10話「安浦刑事よ永遠に」（2005年） - 黒河
- 愛と死をみつめて（2006年） - 岡田
- マグロ 後編（2007年） - 弁護士
- やまない雨はない（2010年） - 安部豊

テレビ東京系
- 痛快大名徳川宗春〜吉宗に挑んだ男（1996年、テレビ愛知） - 主演・徳川宗春
- 女と愛とミステリー→水曜ミステリー9
  - 松本清張没後10年企画・家紋（2002年） - 加納浩司 ※友情出演
  - 西村京太郎サスペンス 寝台特急「はやぶさ」の女（2004年） - 十津川警部
    - 西村京太郎トラベルサスペンス  寝台特急（ブルートレイン）八分停車（2004年） - 十津川警部

  - 不倫調査員・片山由美（2001年 - 2014年） - 準主役・片山俊介

### その他のテレビ番組
- まっ昼ま王!!（1994年 - 1995年、テレビ朝日） - 司会

生放送のバラエティ番組で、金曜の「極楽スポーツ家族」の司会を今田耕司らとともに務めた。
- 朝だ!生です旅サラダ（1997年 - 2024年、朝日放送テレビ） - 2代目総合司会

生放送の旅情報番組で、1997年4月5日より総合司会を務めていた（初代総合司会の草野仁の後任）。番組ではよく駄洒落を連発した。
- 超IQ!ひらめきパパ（日本テレビ）
- 第34回日本レコード大賞（1992年、TBSテレビ・ラジオ）司会
- ダウトをさがせII（1994年 - 1995年、毎日放送）1枠パネラー
- 全日本有線放送大賞（1996年、よみうりテレビ）
- なるほど!ザ・ワールド（フジテレビ）不定期出演、基本的に十朱幸代とペアを組んでいたが、一度だけ前妻の松田聖子とペアを組んで出演した事がある。
- タモリの新・哲学大王!（フジテレビ）

### 映画
- カリブ・愛のシンフォニー（1985年、東宝） - ミツアキ・フカヤ 役
- 菩提樹 リンデンバウム（1988年、東映） - 早坂翼(大学教授) 役
- 江戸城大乱（1991年） - 徳川綱重 役
- エバラ家の人々（1991年） - 父(エバラ家) 役
- さまよえる脳髄（1993年、ヒーロー） - 主演・海藤(刑事) 役[注釈 4]
- <黄昏流星群> 同窓会星団（2002年、日本ビクター） - 主演・砂川健治 役

### Vシネマ
- 野獣駆けろ（1990年、東映ビデオ） - 主演・高松圭介(元傭兵) 役

### CM
- 日本石油 (現・ENEOS) 日石ダッシュガソリンスペシャル「逢いに行きたい人がいる」編（1984年）
- 日本交通公社（現・JTB）「JTBの旅」（1985年）
- 荒川長太郎合名会社 (現・アラクス) 頭痛薬「ノーシン」（1985年 - 1987年）
- 三菱電機 VHSビデオ「ファンタス」、テレビ「Sound Square」（1985年 - 1987年）
- 日清食品「家族の焼そば」（1994年）※当時の妻である松田聖子と共演
- 日本興亜損保 (現・損保ジャパン)（2001年 - 2009年）※渡哲也、舘ひろしと共演
- 宝酒造「松竹梅 上撰」（2015年 - 2016年）

### ラジオ番組
- 神田正輝のときめきパーティー（1984年、TBSラジオ）
- 神田正輝のサタデーポップロード（1985年、TBSラジオ）
- 日石サウンド・ステーション（1983年、FM東京）

## ディスコグラフィ

### シングル
| 発売日             | 規格               | 規格品番           | 面                 | タイトル                         | 作詞               | 作曲               | 編曲               |
| ポリドールレコード | ポリドールレコード | ポリドールレコード | ポリドールレコード | ポリドールレコード               | ポリドールレコード | ポリドールレコード | ポリドールレコード |
| ------------------ | ------------------ | ------------------ | ------------------ | -------------------------------- | ------------------ | ------------------ | ------------------ |
| 1979年2月21日      | 7インチシングル    | DR-6284            | A                  | まごころ                         | 山川啓介           | 羽田健太郎         | 小六禮次郎         |
| 1979年2月21日      | 7インチシングル    | DR-6284            | B                  | フレンズ                         | 山川啓介           | 小六禮次郎         | 小六禮次郎         |
| ファンハウス       |                    |                    |                    |                                  |                    |                    |                    |
| 1984年7月21日      | 7インチシングル    | 07FA-1009          | A                  | マティーニの後で                 | 売野雅勇           | 安部恭弘           | 船山基紀           |
| 1984年7月21日      | 7インチシングル    | 07FA-1009          | B                  | 引き潮                           | 売野雅勇           | 稲垣潤一           | 山田秀俊           |
| 1984年9月21日      | 7インチシングル    | 07FA-1012          | A                  | 黄昏のプレリュード               | 荒木とよひさ       | 三木たかし         | 山田秀俊           |
| 1984年9月21日      | 7インチシングル    | 07FA-1012          | B                  | いま、向い風                     | 荒木とよひさ       | 三木たかし         | 山田秀俊           |
| 1985年5月1日       | 7インチシングル    | 07FA-1034          | A                  | 思い出のキーラルゴ               | 安井かずみ         | 加藤和彦           | 船山基紀           |
| 1985年5月1日       | 7インチシングル    | 07FA-1034          | B                  | サンセット物語                   | 安井かずみ         | 加藤和彦           | 船山基紀           |
| 1985年8月22日      | 7インチシングル    | 07FA-1048          | A                  | 夏の日の恋-Lonely Summer Day-    | 神田ヒロミ         | 米倉良広           | 船山基紀           |
| 1985年8月22日      | 7インチシングル    | 07FA-1048          | B                  | ハロー＆グッドバイ               | 神田ヒロミ         | 加瀬邦彦           | 船山基紀           |
| 1987年9月5日       | 7インチシングル    | 07FA-1126          | A                  | 東京トワイライト                 | 山上路夫           | 谷鴻一             | 田代修二           |
| 1987年9月5日       | 7インチシングル    | 07FA-1126          | B                  | ブルーダリア                     | 内藤綾子           | 芹澤廣明           | 谷鴻一 神田正輝    |
| 1994年6月1日       | 8cmCD              | FHDF-1384          | A                  | はじめての夜のように             | 鮎川めぐみ         | 平井なつみ         | 千住明             |
| 1994年6月1日       | 8cmCD              | FHDF-1384          | B                  | はじめての夜のように（カラオケ） | -                  | 平井なつみ         | 千住明             |

### アルバム

#### オリジナル・アルバム
| 発売日         | 規格         | 規格品番     | アルバム |
| ファンハウス   | ファンハウス | ファンハウス | ファンハウス |
| -------------- | ------------ | ------------ | --- |
| 1984年6月1日   | LP           | 28FB-2007    | if -予感- Side:A 1. リバイバル 2. ハイヌーン・ハイボール 3. 黄昏のプレリュード 4. 弱音器 5. マティーニの後で Side:B 1. Lonely Tender Night・・・・・・Alone 2. 引き潮 3. 雨色のシネマ 4. デサフィナード 5. いま、向い風                                 |
| 1984年12月21日 | CD           | 35FD-1004    | if -予感- Side:A 1. リバイバル 2. ハイヌーン・ハイボール 3. 黄昏のプレリュード 4. 弱音器 5. マティーニの後で Side:B 1. Lonely Tender Night・・・・・・Alone 2. 引き潮 3. 雨色のシネマ 4. デサフィナード 5. いま、向い風                                 |
| 1985年8月22日  | LP           | 28FB-2023    | サンセット物語 Side:A 1. 夏の日の恋～Lonely Summer Day 2. 思い出のキーラルゴ 3. Hello & Good Buy 4. Sunset Story 5. Love Again Side:B 1. 思い出が瞳にしみる 2. Lonely In Half 3. Roses And Newspaper 4. 忘れじのホンキートンク 5. Sometimes Sentimental |
| 1985年8月22日  | CD           | 32FD-1016    | サンセット物語 Side:A 1. 夏の日の恋～Lonely Summer Day 2. 思い出のキーラルゴ 3. Hello & Good Buy 4. Sunset Story 5. Love Again Side:B 1. 思い出が瞳にしみる 2. Lonely In Half 3. Roses And Newspaper 4. 忘れじのホンキートンク 5. Sometimes Sentimental |
| 1987年9月5日   | LP           | 28FB-2114    | Blue Dahlia Side:A 1. ANGEL 2. COLORFULL AVENUE 3. そこに君がいる -I WANNA WAKE UP WITH YOU- 4. AGAIN 5. 雨のシナリオ・・・-CAN'T SAY GOOD BYE- Side:B 1. 東京トワイライト 2. BLUE MOONLIGHT 3. アーバン旅情 4. ROLLING ROLLING 5. BLUE DAHLIA          |
| 1987年9月5日   | CD           | 32FD-1075    | Blue Dahlia Side:A 1. ANGEL 2. COLORFULL AVENUE 3. そこに君がいる -I WANNA WAKE UP WITH YOU- 4. AGAIN 5. 雨のシナリオ・・・-CAN'T SAY GOOD BYE- Side:B 1. 東京トワイライト 2. BLUE MOONLIGHT 3. アーバン旅情 4. ROLLING ROLLING 5. BLUE DAHLIA          |

#### ベスト・アルバム
| 発売日         | レーベル     | 規格 | 規格品番  | アルバム |
| -------------- | ------------ | ---- | --------- | --- |
| 1987年12月25日 | ファンハウス | LP   | 28FB-2128 | Best Selection Monochrome Monologue Side:A 1. 黄昏のプレリュード 2. 雨色のシネマ 3. リバイバル 4. 思い出のキーラルゴ 5. ANGEL 6. COLORFULL AVENUE Side:B 1. 夏の日の恋～LONELY SUMMER DAY 2. サンセット物語 3. いま、向い風 4. 恋をもう一度 5. TOKYOトワイライト 6. BLUE DAHLIA |
| 1987年12月25日 | ファンハウス | CD   | 32FD-1090 | Best Selection Monochrome Monologue Side:A 1. 黄昏のプレリュード 2. 雨色のシネマ 3. リバイバル 4. 思い出のキーラルゴ 5. ANGEL 6. COLORFULL AVENUE Side:B 1. 夏の日の恋～LONELY SUMMER DAY 2. サンセット物語 3. いま、向い風 4. 恋をもう一度 5. TOKYOトワイライト 6. BLUE DAHLIA |

#### オムニバス・アルバム
- Seaside Shot!!（1985年、ファンハウス、32FD-1012）-「思い出のキーラルゴ」収録。
- THE FUN HOUSE SHOW（1985年、ファンハウス、32FD-1013）-「思い出のキーラルゴ」収録。
- All the Fun Years～Fun House 5th ANNIVERSARY（ファンハウス、39FD-7060～61）-「マティーニの後で」収録。
- 熱血先生グラフィティー　－学園ドラマミュージックファイル－（2004年8月25日、日本コロムビア、COCP-32863）-「まごころ」収録。
- SUMMER BREEZE -CITY POP- ULTIMATE JAPANESE GROOVE＜タワーレコード限定＞（2020年7月3日、Sony Music Direct、MHC7-7）-「Lonely Tender Night……Alone」収録。
- ありがとう！石原軍団＜特別限定版＞（2020年12月28日、テイチクレコード、TECE-3618）-「思い出のキーラルゴ」収録。
- ありがとう！石原軍団＜通常版＞（2020年12月28日、テイチクレコード、TECE-3620）-「思い出のキーラルゴ」収録。